# Arnau Bassa

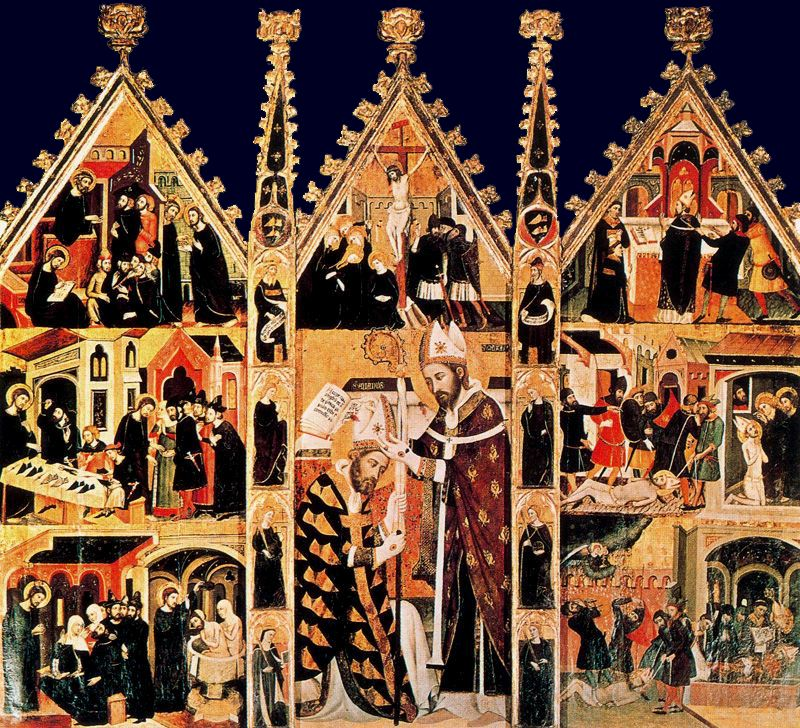
Altaarstuk van de heilige Marcus, 1346, Santa Maria de Manresa.

Arnau Bassa was een Catalaans kunstschilder uit de 14e eeuw. Hij was de zoon
van de schilder Ferrer Bassa en leerde het vak bij zijn vader. Ze werkten samen in het atelier van Ferrer in de Calle Cucurulla in Barcelona tot in 1348, toen ze beiden stierven tijdens een pestepidemie. Vanaf 1346 was de samenwerking geboekstaafd en tekenden Ferrer en Arnau samen de contracten met opdrachtgevers.
Vader Ferrer is gedocumenteerd vanaf 1321 voor een clienteel dat bestond uit de koninklijke familie en leden van het hof. Er zijn onder meer bestellingen voor Alfons IV van Aragón en Peter IV van Aragón gedocumenteerd. In 1347 zijn er bestellingen voor vader en zoon Arnau van het Santa Maria de Ripoll klooster en van het klooster van Pedralbes voor altaarstukken. De goed bewaarde fresco’s van de St. Michiels kapel in het klooster van Pedralbes zijn de bekendste werken van het atelier die goed bewaard gebleven zijn.

## Stijlkenmerken
Het onderscheid maken tussen het werk van Ferrer en van Arnau, afkomstig uit het gezamenlijke atelier, is niet altijd even eenvoudig. Arnau gebruikte meer moderne accenten in zijn werk dan de vader. Diens werk was gebaseerd op Toscaanse modellen uit de eerste decennia van de veertiende eeuw met een duidelijke Florentijnse invloed. Arnau nam de stijl van zijn vader over maar legde andere, Catalaanse accenten. Het werk van Arnau kan meestal herkend worden aan zijn geïdealiseerde personages, overgenomen uit het repertorium van zijn vader, maar beduidend minder hard getekend. Het resultaat is een aantrekkelijke tekening met gracieuze vormen, waarin hij de problemen van de ruimtelijke compositie handig vermijdt door de decoratie. Het gemis aan ruimtelijk voorstellingsvermogen bij Arnau, is een ander kenmerk dat toelaat toe zijn werk te onderscheiden van dat van Ferrer, die een degelijk inzicht had in de ruimtelijke weergave van architectuur en landschap. Arnau sloot meer aan bij de voorlopers van de internationale gotiek.

## Werken
- Polyptiek met scènes uit het leven van de Heilige Maagd, Christus en heiligen, Pierpont Morgan Library & Museum, AZ071. Toegeschreven aan het atelier van Ferrer Bassa, mogelijk van de hand van Arnau naar een ontwerp van Ferrer.[3]
- De heilige Anna leert de heilige Maagd lezen, Nationaal museum van oude kunst, Lissabon. Toegeschreven aan Arnau Bassa en Ramon Destorrents.[4]
- De bekering van Anianus en zijn vrouw door de heilige Marcus, retabel, 1346, toegeschreven aan Arnau Bassa, nu in de Santa Maria de Manresa. Hij schilderde dit werk voor de kapel van de schoenmakers van Barcelona in de kathedraal van die stad. Het werd later overgebracht naar de kerk van Santa Maria de Manresa
- Het retabel van Sint Jacob van het klooster van Jonqueres, nu in het Museo Diocesano de Barcelona. Het gezicht van Sint Jacob wordt toegeschreven aan Arnau.
- Fresco’s van de St. Michiels kapel in het klooster van Pedralbes
- Een altaarstuk voor het koninklijk paleis van Almudaina in Palma de Mallorca waar hij voor zijn dood zou aan meegewerkt hebben en dat afgewerkt werd in het atelier van Ramón Destorrents. Het werk bevindt zich nu in het Museu Nacional de Arte Antiga in Lissabon
- Paneeltje met een annunciatie en de aanbidding van de koningen, deel van een verloren gegaan altaarstuk, toegeschreven aan Ferrer en Arnau Bassa. Nu in het Museu Nacional d’art de Catalunya.
- Een aantal miniaturen in het Getijdenboek van Maria van Navarra, Biblioteca Marciana, Venetiē

## Galerij
Hieronder een aantal folia uit het getijdenboek van Maria van Navarra, van de hand van Arnau Bassa.

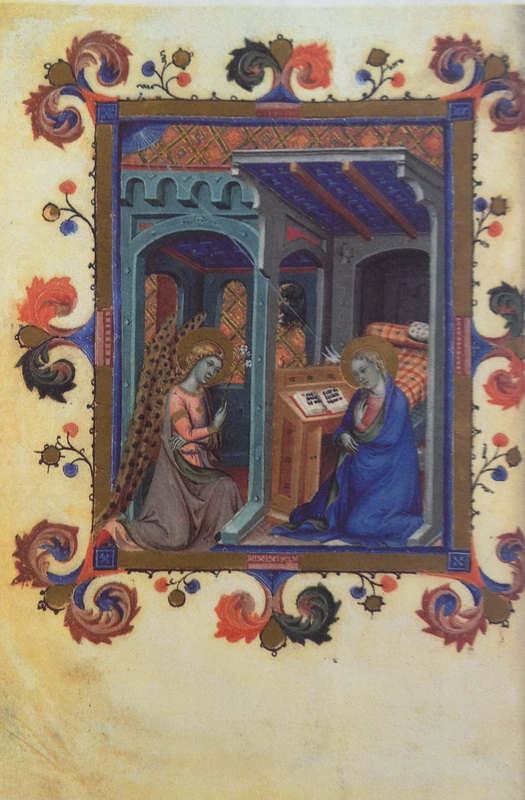
f17v, Annunciatie
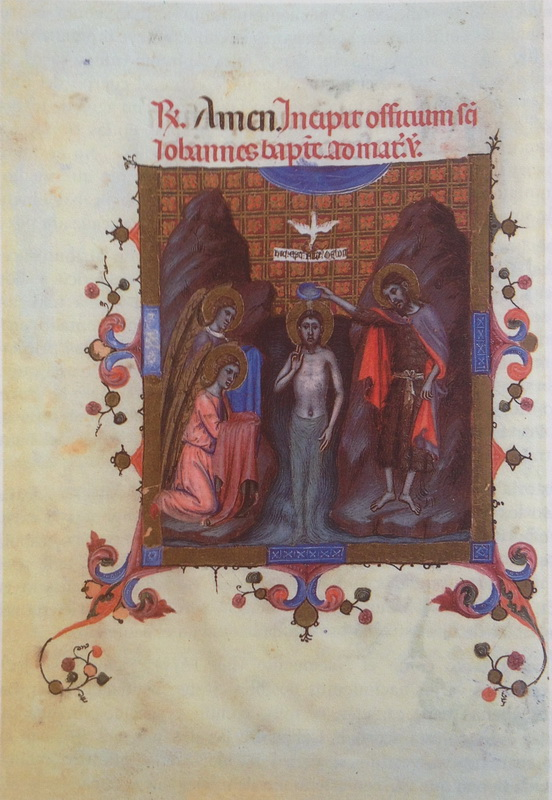
f143r, Het doopsel van Christus in de Jordaan
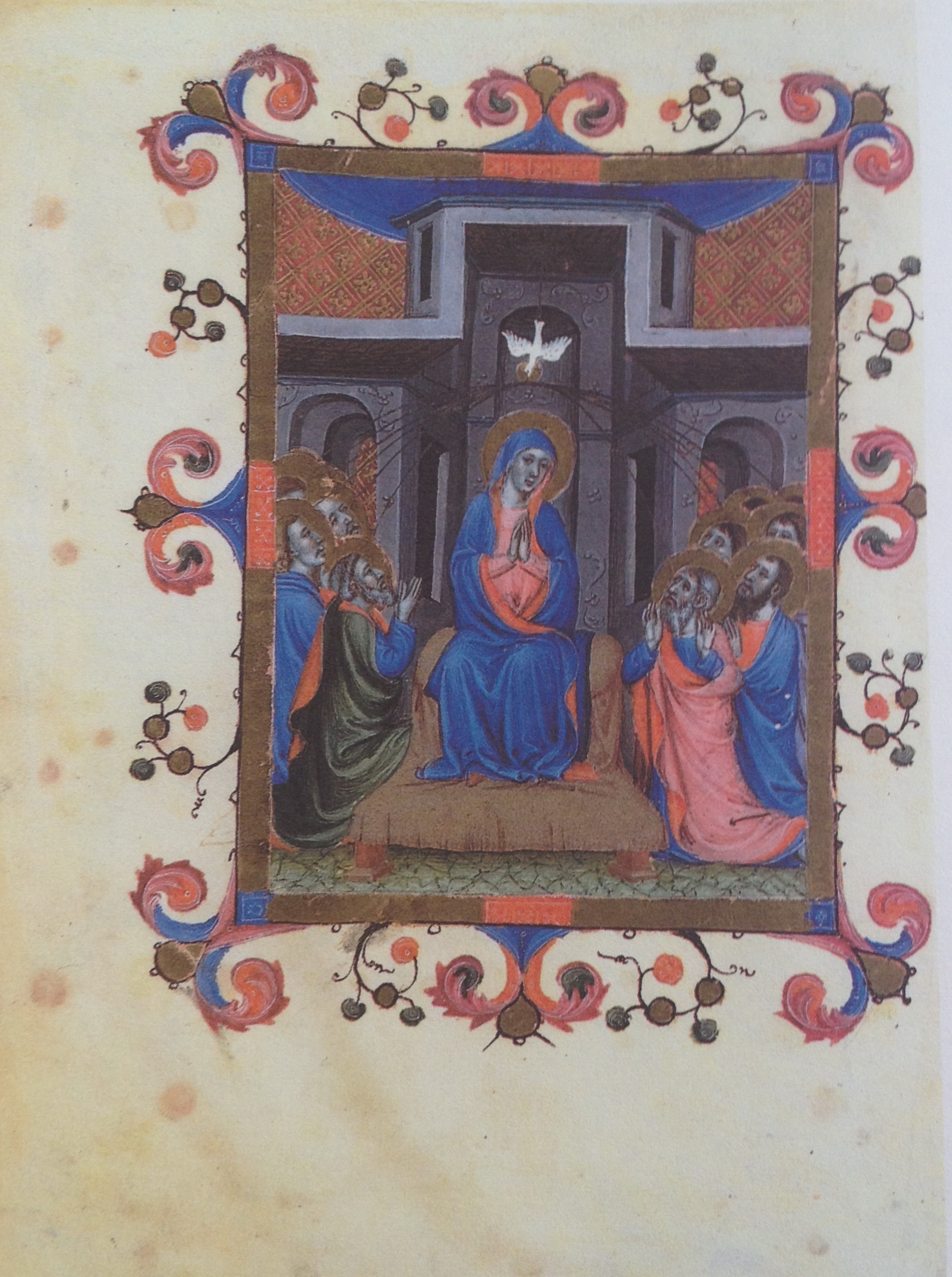
f160v, Pinksteren

- Catàleg d'autoritats de noms i títols de Catalunya: 981058614838806706
- Gemeinsame Normdatei: 124522262
- International Standard Name Identifier: 0000 0004 4887 9085
- Union List of Artist Names: 500035306
- Virtual International Authority File: 67401463
- WorldCat: E39PBJqK9hF7MFyt3vddbhKKh3